# Lucien Brulez
Lucien Brulez (Blankenberge, 9 juli 1891 - Rendsburg, 19 september 1982) was een activist en hoogleraar. Hij was een broer van Fernand Brulez en van Raymond Brulez.

## Levensloop
Na studies rechten en wijsbegeerte aan de ULB, promoveerde hij in 1914 tot doctor in de rechten. In 1916 werd hij benoemd tot docent aan de vernederlandste universiteit van Gent.
Tijdens zijn studiejaren was Brulez een actief lid van het studentengenootschap Geen Taal Geen Vrijheid. In 1911 volgde hij de lessen wijsbegeerte van de Leidense hoogleraar Gerardus Bolland, die onder meer een voorvechter was van het Nederlands als wetenschappelijke taal.
Tijdens de jaren 1915-1916 verbleef Brulez in Leiden. Hij studeerde er verder, terwijl hij ook in Amersfoort doceerde aan uitgeweken Belgische studenten. Hij werkte ook mee aan De Vlaamsche Stem en Dietsche Stemmen. Terug in Vlaanderen sloot hij zich aan bij Jong-Vlaanderen en bij het activisme. Zijn Vlaamsgezindheid en zijn separatisme werden steeds radicaler.
Na de oorlog werd hij bij verstek tot 20 jaar gevangenis veroordeeld. Hij was ondertussen uitgeweken naar Duitsland en begon met een doctoraat in de wijsbegeerte te verwerven aan de Universiteit van Jena. Hij werd docent Franse letterkunde aan de universiteit van Hamburg. Hoewel hij geen verdere politieke activiteiten meer had, werd hij in 1945 opgepakt en uitgeleverd aan België, waar hij tot 1950 vastzat. Hij vertrok toen weer naar Hamburg en hernam zijn activiteiten aan de universiteit van Hamburg. Hij was 91 toen hij overleed.

## Publicaties
- La question de l'université flamande exposée aux étudiants, 1910.